# Ellenton (Florida)
Ellenton és una concentració de població designada pel cens dels Estats Units a l'estat de Florida. Segons el cens del 2000 tenia 3.142 habitants.

## Demografia
Segons el cens del 2000, Ellenton tenia 3.142 habitants, 1.386 habitatges, i 953 famílies. La densitat de població era de 330,6 habitants/km².
Dels 1.386 habitatges en un 22,8% hi vivien nens de menys de 18 anys, en un 54,8% hi vivien parelles casades, en un 10,5% dones solteres, i en un 31,2% no eren unitats familiars. En el 26,5% dels habitatges hi vivien persones soles el 16,5% de les quals corresponia a persones de 65 anys o més que vivien soles. El nombre mitjà de persones vivint en cada habitatge era de 2,24 i el nombre mitjà de persones que vivien en cada família era de 2,64.
Per edats la població es repartia de la següent manera: un 19,7% tenia menys de 18 anys, un 6,3% entre 18 i 24, un 22,7% entre 25 i 44, un 21,8% de 45 a 60 i un 29,6% 65 anys o més.
L'edat mediana era de 46 anys. Per cada 100 dones de 18 o més anys hi havia 84,2 homes.
La renda mediana per habitatge era de 32.570 $ i la renda mediana per família de 36.932 $. Els homes tenien una renda mediana de 33.281 $ mentre que les dones 22.292 $. La renda per capita de la població era de 18.547 $. Entorn del 7,4% de les famílies i el 8,7% de la població estaven per davall del llindar de pobresa.

## Poblacions més properes
El següent diagrama mostra les poblacions més properes.